# Donátor
Donátor (latinsky donare – darovat, věnovat) je osoba, která vlastním nákladem vytvořila hodnotu a tuto hodnotu odkázala dedikací (darovacím dokumentem) nejčastěji veřejné společnosti. Slovo pochází z latiny. Prvotními donátory bývali majitelé panství, jejichž záměrem byla výstavba církevní stavby, nebo jejích vybavení, také obraz, socha a jiné dílo, a to jako celek. Donátor kostela nebo kláštera bral na sebe závazek nejen zbudovat stavbu, ale i udržet její provoz. Za tím účelem daroval pozemky pro stavbu samotného objektu, ale i pole, louky či lesy na její provoz podle velikosti a účelu zamýšlené stavby . Z tohoto důvodu donátor těchto objektů musel být dosti majetný. Donátor, když již vynaložil tolik prostředků, chtěl dát o sobě vědět současníkům i budoucím, proto jeho jméno na pomnících bývá vytesáno do kamene darovacím nápisem, budova je po něm pojmenovaná, na skupinových obrazech bývá zobrazen, nebo dílo nese jeho erb. Drobní donátoři jako dík za uzdravení a přímluvu svých svatých patronů často nechali vytesat jeho sochu.
Ideál a praxe k přístupu nezištného daru bývá rozdílný. Podléhá vývoji společnosti, vlivům a významu obdarovaného, ale i vlivům a možnostem dárce. Slovo donátor nezastaralo. Užívá se dosud pro zřizovatele – donátory nadací a jiných nevýdělečných organizací. Rozdíl mezi donátorem a sponzorem je v rozdílném přístupu v dosažení návratnosti daru (například reklama sponzora televizního pořadu). Sponzor se podílí na úhradě části nákladů.